# Campagne indienne d'Alexandre le Grand

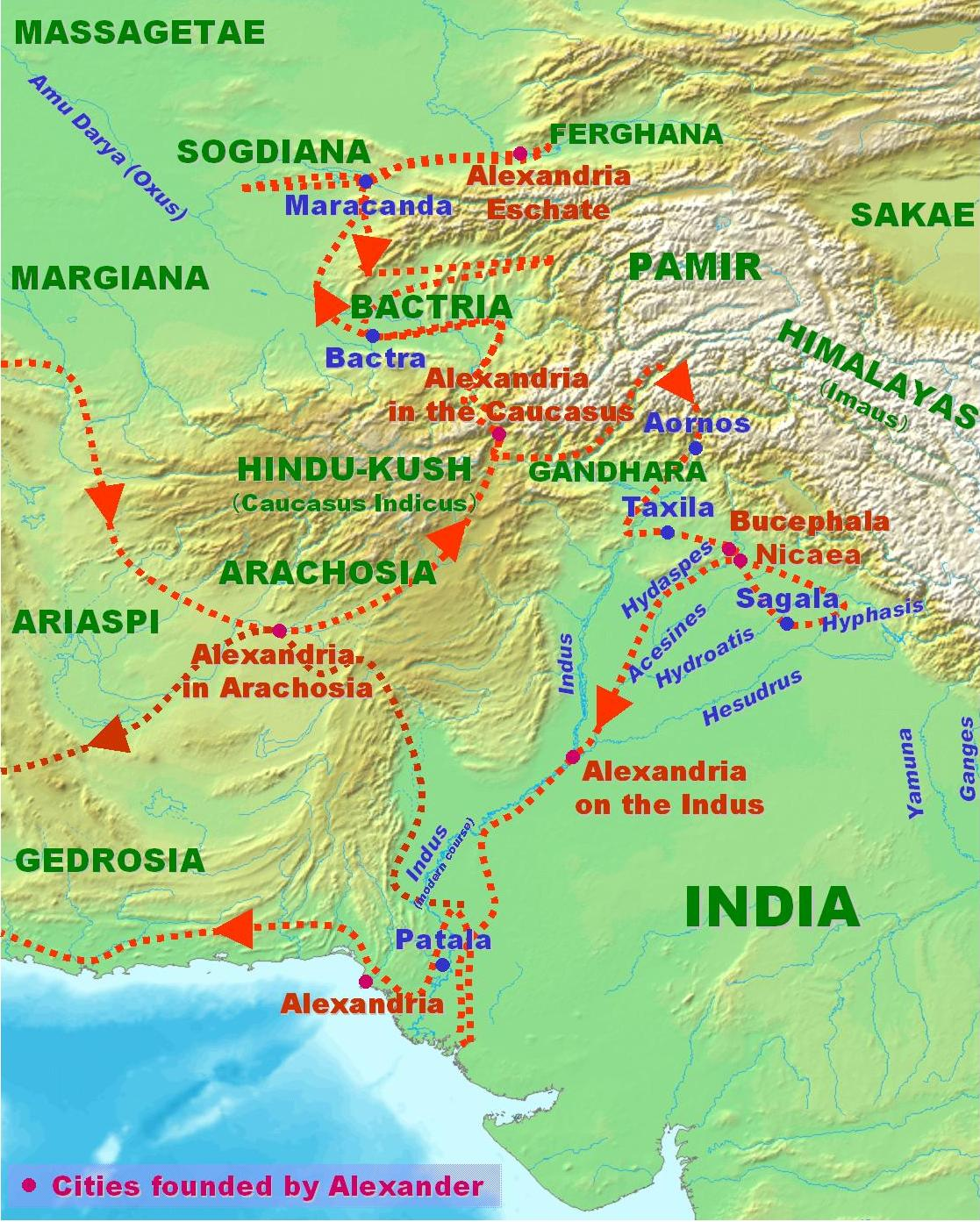
Itinéraire de l'armée d'Alexandre dans les satrapies orientales et en Inde.

La campagne indienne d'Alexandre le Grand s'est déroulée du printemps 327 au printemps 325 av. J.-C. Après avoir conquis l'Empire achéménide, le roi de Macédoine lance une campagne dans le sous-continent indien (Pakistan actuel), dont une partie forme les territoires les plus orientaux de l'empire perse depuis la fin du VIe siècle av. J.-C. Cette campagne a pour objectif principal de soumettre le Pendjab du roi Poros, vaincu en juillet 326 à la bataille de l'Hydaspe. Alexandre conquiert ensuite la vallée de l'Indus pour finir par atteindre les rives de l'océan Indien et entamer le retour vers Babylone où il meurt en juin 323. 

## Sources historiques
Parmi ceux qui ont accompagné Alexandre en Inde, Aristobule, Onésicrite et Néarque ont délivré des récits, aujourd'hui perdus, au sujet de cette campagne. Le navarque Néarque a rédigé un rapport du voyage maritime entre l'embouchure de l'Indus et le golfe Persique. Ces récits contemporains d'Alexandre ont été utilisés par Arrien dans l'Anabase, composée vers 150 après J.-C., et dans l'Indica qui sert de livre VIII à l’Anabase. Arrien fournit dans l’Anabase un compte-rendu relativement détaillé de la campagne indienne. 
Le récit d'Arrien est complété par ceux d'autres auteurs antiques comme Diodore de Sicile, Plutarque et Strabon.

## Conditions socio-politiques en Inde

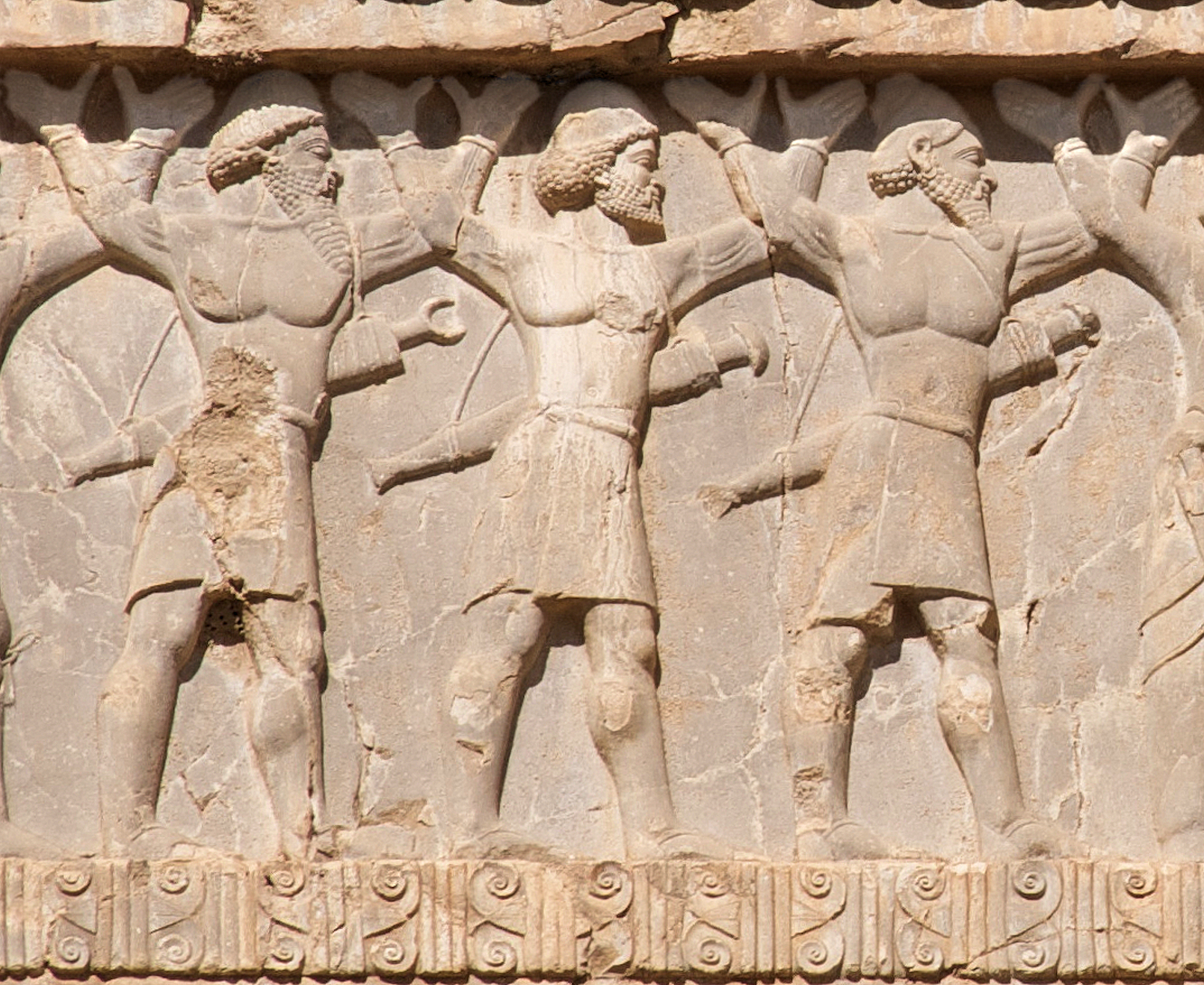
Guerriers indiens (de gauche à droite :
Sattagydian, Gandharan, Hindush).
Vers 480 av. J.-C., Naqsh-e Rostam.

L'incursion d'Alexandre en Inde s'est limitée à la zone du bassin de l'Indus qui est alors divisé en plusieurs petits États. Ces États semblent avoir été établis par la domination de groupes particuliers, car les auteurs antiques mentionnent des peuples, tels que les Malliens, ainsi que des rois dont le nom semble être des désignations tribales, comme Poros de la tribu Puru. 
L'Empire achéménide détient la suzeraineté sur la vallée de l'Indus au cours des décennies précédentes la conquête macédonienne, mais il n'y a aucune trace de domination achéménide au-delà de l'Indus lorsque l'armée d'Alexandre est arrivée dans la région. Strabon, qui s'est inspiré ici d'Ératosthène, déclare que le Grand roi achéménide contrôle la région à l'ouest de l'Indus. Cette région, y compris le Gandhara, est probablement le territoire des Indiens, qui selon les auteurs antiques, ont combattu aux côtés de Darius III à la bataille de Gaugamèles.
Des écrits antiques ainsi que des fouilles archéologiques indiquent l'existence d'une économie urbaine dépendante de l'agriculture et du commerce dans le bassin de l'Indus. Les Grecs mentionnent l'existence de villes et de bastides comme Taxila. Arrien mentionne qu'après avoir vaincu Poros, Alexandre marche vers l'est en direction de la rivière Chenab et capture trente-sept villes. La plus petite de ces villes compte alors 5 000 habitants ou plus. Dans la vallée de Swat, Alexandre aurait saisi 230 000 bœufs (peut-être des zébus), dans l'intention de les envoyer en Macédoine pour labourer la terre. Aristobule a vu le riz être cultivé dans les rizières ; Onésicrite a rapporté l'existence d'une culture appelée bosmoran (probablement le mil à chandelle) ; Néarque, quant à lui, décrit des « roseaux produisant du miel » (vraisemblablement la canne à sucre). Néarque mentionne également que les Indiens portent des vêtements en coton. Le sel gemme a été extrait de la Salt Range pour fournir d'autres régions de l'Inde. Certaines communautés primitives existent dans les régions forestières, désertiques et côtières du sous-continent. Par exemple, Néarque mentionne que les gens autour de la rivière Tomeros (actuel Hingol) vivent de la pêche et utilisaient des outils en pierre au lieu de fer.
Les auteurs antiques mentionnent la classe sacerdotale des brahmanes, qui sont décrits comme des professeurs de philosophie indienne. Ils ne se réfèrent à l'existence d'aucun temple religieux ou idole en Inde, bien que de telles références se produisent couramment dans leurs descriptions des campagnes d'Alexandre en Égypte, en Mésopotamie et en Perse. Les récits grecs mentionnent des ascètes nus appelés gymnosophistes. Un philosophe nommé Calanos (probablement une transcription grecque du nom indien Kalyana) accompagne Alexandre à Persépolis, où il se suicide sur un bûcher funéraire public. Il est probablement un moine jaïn ou ajivika. Curieusement, il n'y a aucune référence au bouddhisme dans les récits antiques.
Hormis leur mention des brahmanes, les récits antiques sur la conquête d'Alexandre ne mentionnent pas directement le système des castes. Certains brahmanes ont agi en tant que conseillers auprès des princes locaux. Alexandre a fait pendre des groupes de brahmanes dans le Sind actuel pour avoir incité leurs dirigeants Musicanus et Sambus à se révolter contre lui. Les écrits antiques attestent l'existence de l'esclavage dans au moins deux endroits : Onésicrite décrit l'esclavage dans le territoire gouverné par Musicanus et Aristobule mentionne des pauvres qui vendent publiquement leurs filles à Taxila. Aristobule a également observé la Sati, la pratique des veuves s'immolant sur le bûcher de leur mari, à Taxila. La pratique d'exposer les cadavres aux vautours, semblable à la pratique magienne de la Tour du Silence, est également répandue à Taxila.
Néarque mentionne que les Indiens écrivent des lettres sur un tissu étroitement tissé ; il est possible que ce soit une référence à un précurseur de l'écriture kharoshthi, qui a pu se développer à partir de l'alphabet araméen pendant la domination achéménide. Tout en décrivant une tribu sur la côte du Baloutchistan actuel, Néarque mentionne qu'ils sont différents des Indiens dans « leurs langues et leurs coutumes », ce qui implique qu'il a associé une langue particulière aux Indiens. Cela ne signifie pas que les Indiens parlent une seule langue. La langue que Néarque associe à l'Inde aurait pu être une langue véhiculaire utilisée à des fins officielles et commerciales. Cette langue véhiculaire est très probablement le Gandhari Prakrit, car les transcriptions en grec ancien pour les chefs (par exemple Taxila et Sandrokottos) ou les lieux d'Inde semblent dériver de cette langue (Takhasila et Chandagutta) plutôt que du sanskrit (Takshashila et Chandragupta).
Néarque atteste l'existence de la science médicale en Inde. Il mentionne en effet que lorsque les médecins grecs n'ont pas su fournir à Alexandre de remèdes contre les morsures de serpents, le roi a réuni des guérisseurs indiens qui sont également capables de guérir d'autres maladies douloureuses. Les récits antiques ne mentionnent aucune autre science de l'Inde contemporaine.

## Préparatifs de la campagne
Après la mort de Spitaménès et son mariage avec Roxane, dont le but est de consolider ses relations avec les gouverneurs de Haute Asie, Alexandre est libre de tourner ses ambitions vers l'Inde. Pour Alexandre, la conquête de l'Inde est une conséquence naturelle de son assujetissement aux Achéménides. Les régions de la vallée de l'Indus sont en effet sous le contrôle achéménide depuis la conquête perse vers 515 av. J.-C.. Alexandre ne prend possession que des territoires qu'il a obtenus des Achéménides et qu'il considère maintenant comme les siens au titre de Grand roi.
Au printemps 327 av. J.-C., Alexandre quitte Bactres à la tête de 120 000 personnes, combattants et non-combattants inclus. Alexandre repasse les montagnes des Paropamisades et se rend à Alexandrie-du-Caucase (actuel Begrâm près de Kaboul). Alexandre invite tous les chefs de la satrapie du Gandhara à venir à lui et à se soumettre à son autorité. Il reçoit le ralliement de Taxilès, raja de Taxila, dont le royaume s'étend de l'Indus au Jhelum (ou Hydaspe pour les Grecs). Celui-ci l'appelle à lutter contre son puissant voisin Poros, roi de Paurava, qui cherche à soumettre tout le Pendjab. À la fin du printemps 327 av. J.-C., Alexandre commence son expédition indienne, laissant Amyntas avec 3 500 chevaux et 10 000 fantassins pour tenir la Bactriane.

## Campagne du Cophen

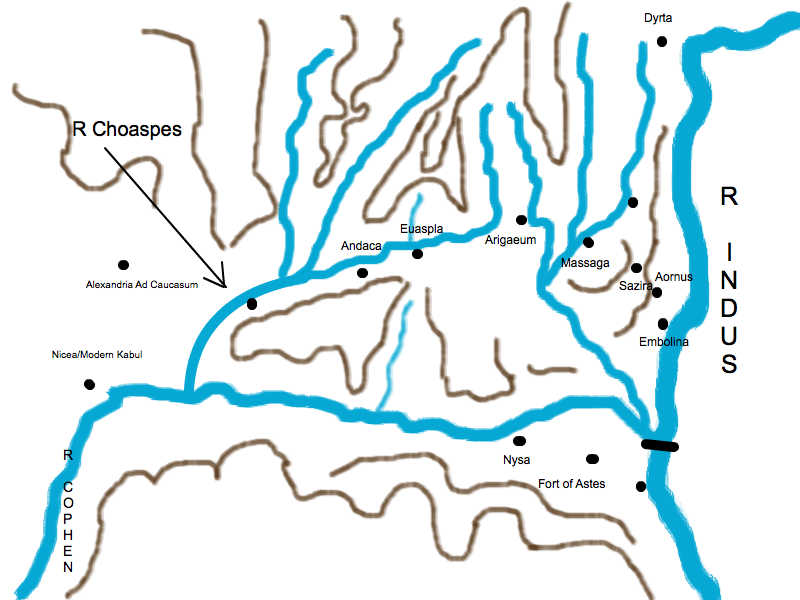
La région du Cophen (actuel Kaboul-rud) et de la haute vallée de l'Indus.

À l'été 327 av. J.-C., Alexandre charge Héphaistion et Perdiccas de soumettre les peuples de la rive sud du Cophen, une rivière qui descend de la vallée de l'actuel Kaboul vers l'Indus, tandis qu'il s'occupe de soumettre la rive septentrionale. Alexandre prend personnellement le commandement des hypaspistes, des archers, des peltastes agrianes et des cavaliers légers.La conquête de la rive sud se déroule sans trop d’encombre car ses deux généraux atteignent l'Indus avant lui. Mais Alexandre est confronté dans le Gandhara à la résistance de Hastin (ou Astes), chef de la tribu Ilastinayana (ou Astakenoi / Astanenoi), dont la capitale est Pushkalavati (ou Peukelaotis). Il soumet ensuite les Aspasiens de la vallée de Kunar, puis les Guraéens du Guraeus (Panjkora actuel). Dans la lutte contre les Aspasiens, Alexandre est blessé à l'épaule par une fléchette. Finalement, les Aspasiens perdent le combat : 40 000 d'entre eux sont réduits en esclavage, 230 000 bœufs sont pris.

## Campagne contre les Assacènes
Alexandre est ensuite confronté, dans les vallées de la Swat et de Buner, à la vive résistance des Assacènes, un peuple apparenté aux Scythes, qui ont levé une grande armée, soit 38 000 fantassins, trente éléphants et 9 000 mercenaires indiens, dont le commandement est confié par la reine Cléophis à Aphrikès (ou Afraka). Alexandre soumet d'abord les villes d'Abhisara et de Bazira. La capitale Massaga (actuel Chakdara) n'a pu être réduite qu'après plusieurs jours de sanglants combats au cours desquels Alexandre est gravement blessé à la cheville. Après que le chef de la garnison soit tombé dans la bataille, la reine assure elle-même le commandement, déterminée à défendre sa patrie jusqu'au bout. L'exemple de Cléophis amène toute la population féminine de la ville à combattre,. Alexandre ne parvient à réduire Massaga qu'en recourant à des stratégies politiques et à des actions de trahison. Selon Quinte-Curce, Alexandre a massacré toute la population de Massaga et a également réduit ses bâtiments à l'état de décombres. Un massacre similaire a ensuite suivi à Ora, un autre bastion des Assacènes.

## Siège d'Aornos
À la suite du massacre et de l'incendie commis par Alexandre à Massaga et à Ora, de nombreux Assacènes fuient vers la citadelle d'Aornos (actuel Pir Sar), dans le Pendjab pakistanais entre le Swat et le Kohistan. Alexandre les suit de près et, en avril 326 avant J.-C., assiège le fort, réputé inexpugnable. Le siège d'Aornos est le dernier grand siège mené par Alexandre et « le point culminant de la carrière d'Alexandre en tant que plus grand assiégeant de l'histoire » selon l'historien Robin Lane Fox. Cette citadelle présente une menace pour la ligne d'approvisionnement d'Alexandre, qui s'est étendue dangereusement de l'Hindou Kouch à Bactres, bien qu'Arrien attribue le désir héroïque d'Alexandre de surpasser Héraclès qui ne serait lui-même pas parvenu à prendre la citadelle. 
Le site se trouve sur un éperon de montagne fortement renforcé au-dessus des gorges étroites dans un coude du haut-Indus. Les membres de la tribu voisine qui se sont rendus à Alexandre lui ont proposé de le conduire au meilleur point d'accès,. Sur le côté nord menant au fort, les troupes d'Alexandre sont arrêtés par un ravin profond. Pour mettre les engins de siège à portée de leurs cibles, un monticule de terrassement a été construit pour combler le ravin. Les troupes d'Alexandre sont d'abord repoussées par des rochers roulés depuis les hauteurs ; mais finalement Alexandre parvient à prendre la citadelle après avoir appris que les défenseurs comptent organiser une retraite nocturne. Après la prise d'Aornos, Alexandre fait ériger des autels dédiés à Athéna Niké, dont des vestiges ont été identifiées par l'archéologue Aurel Stein. Sisikottos (ou Saśigupta), un ancien partisan de Bessos qui a aidé Alexandre dans cette campagne, est désigné gouverneur d'Aornos afin de surveiller la frontière du Gandhara. La région est confiée au satrape Nicanor, mais celui-ci trouve rapidement la mort après un nouveau soulèvement des Assacènes.

## Campagne du Pendjab

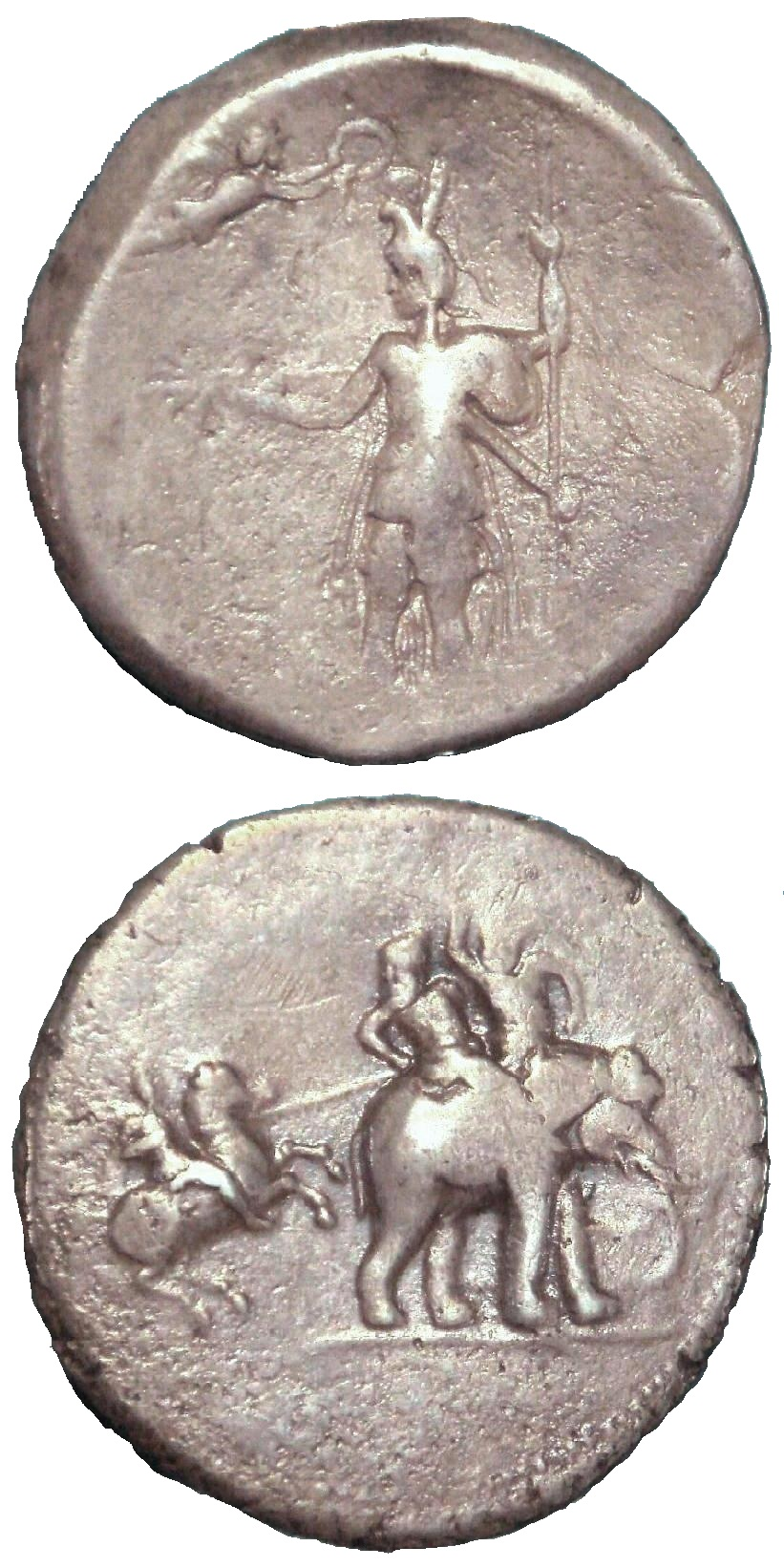
Monnaie d'argent à l'effigie d'Alexandre frappée à Babylone vers 322 av. J.-C.
Avers : Alexandre couronné par Niké ;
revers : Alexandre attaque le roi Poros sur son éléphant, British Museum.

Après avoir réduit Aornos, Alexandre traverse au printemps 326 av. J.-C. l'Indus pour commencer la campagne dans le Pendjab contre Poros, le raja de Paurava. Il franchit le fleuve grâce au pont construit par Héphaistion et Perdiccas. L'armée séjourne ensuite à Taxila, la capitale du roi Taxilès, qui a appelé à lutter contre son voisin menaçant. Peu après, l'armée se met en route pour combattre Poros, qui surveille l'Hydaspe, l’un des affluents de l’Indus. Poros, qui attend des renforts en provenance du Cachemire, dispose d'une armée déjà si nombreuse qu'Alexandre décide de l'attaquer immédiatement. Il manœuvre avec habileté, car, laissant Cratère avec le gros des troupes, il traverse avec sa cavalerie et ses hypaspistes le fleuve, pourtant gonflé par la fonte des neiges, dans une région boisée environ 150 stades en amont (environ 30 km), afin de prendre Poros à revers. Dernière grande bataille rangée menée par Alexandre, la bataille de l'Hydaspe est remportée au prix de lourdes pertes ; elle est considérée comme étant la plus coûteuse pour l'armée macédonienne durant les campagnes en Asie. Plutarque écrit que ces combats acharnés ont rendu les hommes d'Alexandre hésitants à poursuivre la conquête de l'Inde, considérant qu'ils feraient potentiellement face à des armées beaucoup plus importantes que celles de Poros s'ils traversent le Gange[réf. nécessaire]. Ayant besoin d'un allié sûr dans une région aussi excentrée, Alexandre laisse Poros à la tête de son royaume. 
La vaillance de Poros, juché sur son éléphant de guerre, a impressionné Alexandre. Blessé à l'épaule, mais toujours debout, Alexandre lui a demandé comment il souhaite être traité. « Traitez-moi, Alexandre, comme un roi traite un autre roi » aurait répondu Poros. D'autres historiens remettent en question l'exactitude de cet événement, notant que Poros n'aurait jamais prononcé ces mots. Philostrate de Lemnos, dans la Vie d'Apollonios de Tyane, écrit que dans l'armée de Poros un éléphant a combattu courageusement contre l'armée macédonienne et qu'Alexandre l'a dédié à Hélios et l'a nommé Ajax, car il estime que l'animal mérite un nom illustre. L'éléphant possède des anneaux d'or autour de ses défenses et une inscription y est écrite en grec : « Alexandre le fils de Zeus dédie Ajax à Hélios » (ΑΛΕΞΑΝΔΡΟΣ Ο ΔΙΟΣ ΤΟΝ ΑΙΑΝΤΑ ΤΩΙ ΗΛΙΩΙ).
Alexandre fonde non loin du site de la bataille une Alexandria Nikaia (« Alexandrie victorieuse »). Il fonde également Bucéphalie, sur la rive opposée de la rivière, en mémoire de son cheval Bucéphale qui a trouvé la mort pendant, ou peu après, la bataille. Peu de temps après la bataille, Alexandre perd son chien Péritas, il lui dédie également une cité.

## Révolte de l'armée
Alexandre, comme les Grecs de son temps, pense que le monde se termine aux portes de l'Inde, à seulement 1 000 Km de l'Indus[réf. nécessaire]. Il a donc essayé de persuader son armée de marcher plus loin. Mais l'avancée vers l'est le mettrait en confrontation avec l'empire Nanda de Magadha dans la plaine indo-gangétique. Selon les sources antiques, l'armée des Nanda serait cinq fois plus grande que l'armée macédonienne. Une révolte des Assacènes sur ses arrières l'oblige à envoyer des troupes dirigées par Philippe et Tyriaspès. En guise de compensation après le ralliement de Poros, qui semble-t-il a pour but de conquérir la plaine du Gange aux dépens des Nanda, Alexandre décide de soumettre les peuplades vivant à l'est du Pendjab. Mais cette campagne nécessite d'âpres combats contre de petites « républiques », comme celle des Arattas. Alexandre pense alors franchir l'Hyphase (actuel Beâs) pour une simple démonstration de force, comprenant que les Nanda seraient de puissants adversaires.
L'armée macédonienne, épuisée et inquiète à l'idée de devoir encore affronter une immense armée indienne, se mutine sur les rives de l'Hyphase et refuse de marcher plus en avant. Alexandre, après avoir entendu les plaintes de ses soldats représentés par Coénos, finit par céder. Il fait dresser sur place douze autels puis prend la route du retour. Cette situation a conduit Alexandre à se tourner vers le sud du Pendjab et le Sind, en soumettant les peuples vivant le long du cours inférieur de l'Indus.

## Conquête de la vallée de l'Indus

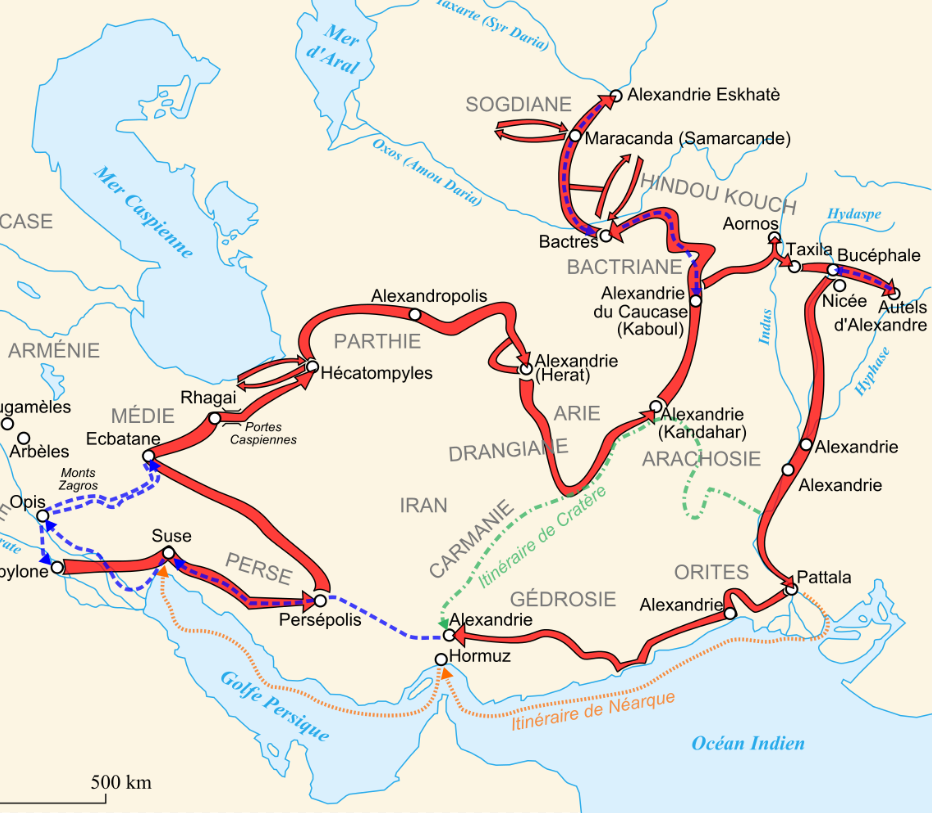
Itinéraire d'Alexandre dans les régions orientales et expédition de Néarque (en orange).

Alexandre décide de soumettre toute la vallée de l’Indus afin d'assurer la route du retour vers Babylone. Il fait construire une flotte d'environ 1 000 navires sur laquelle il embarque début novembre 326 av. J.-C. avec une partie de son armée pour rejoindre l’Indus. Cette flotte a été construite avec la contribution financière de nobles de la cour et de l'état-major du roi. Elle est dirigée par Néarque avec des équipages essentiellement phéniciens et grecs grâce aux renforts reçus en Inde.
Alexandre embarque avec lui les archers, les hypaspistes (ou argyraspides après 327) et les cavaliers de sa garde pendant que Cratère longe la rive droite et qu'Héphaistion, avec l'essentiel de l'armée, descend le long de la rive gauche. À l’embouchure de l’Hydaspe et de l’Acesine, des rapides endommagent la flotte qui doit être réparée. Certains peuples se soumettent rapidement, mais les Cathéens, les Malliens et les Oxydraques se soulèvent. Vers la mi-novembre 326, Alexandre commet la faute d’attaquer une ville peuplée de brahmanes malliens, provoquant une rébellion qui se propage rapidement. Alexandre est assez sérieusement blessé, au point que l’armée croit en sa mort et que cette rumeur se répand dans tout l'empire suscitant notamment la défection de mercenaires grecs en Bactriane. Sa convalescence l'oblige à arrêter l'expédition, probablement jusqu'au printemps 325. Peithon, gouverneur militaire de l'Indus, se voit alors confier une violente campagne de répression contre les Malliens dirigés par Musicanus. Des villes sont rasées, leurs habitants réduits en esclavage. Il fait bâtir des garnisons et fortifier des citadelles. Musicanus finit par être capturé. La peur des Macédoniens est désormais telle que le peuple de Patala dans le delta de l'Indus préfère fuir avant l'arrivée d'Alexandre. Le roi de Patala, qui s'est rendu, est laissé à la tête de son domaine à condition de fournir tout ce qui est nécessaire à l'armée macédonienne. La satrapie du Sind, où une nouvelle Alexandrie est fondée, est dès lors confiée à Peithon. 
Alexandre finit par rejoindre l’embouchure de l’Indus au printemps 325. Il établit à Patala un port, des arsenaux et des citernes, montrant qu'il souhaite établir des liens commerciaux entre cette lointaine région et le reste de son empire. Parvenus sur les rives de l'océan Indien, les Gréco-Macédoniens sont étonnés par le phénomène des marées, quasi inconnu en mer Méditerranée. Néarque, à la tête d'une flotte d’une centaine de navires, 2 000 marins et 12 000 soldats, est chargé de rouvrir la route maritime entre l’Indus et l’embouchure du Tigre et de l’Euphrate.
Depuis l'embouchure de l'Indus, Alexandre retourne vers la Babylonie en traversant, dans des conditions très difficiles, le désert de Gédrosie, tandis qu'un autre corps d'armée commandé par Cratère emprunte une voie plus au nord.

## Conséquences politiques

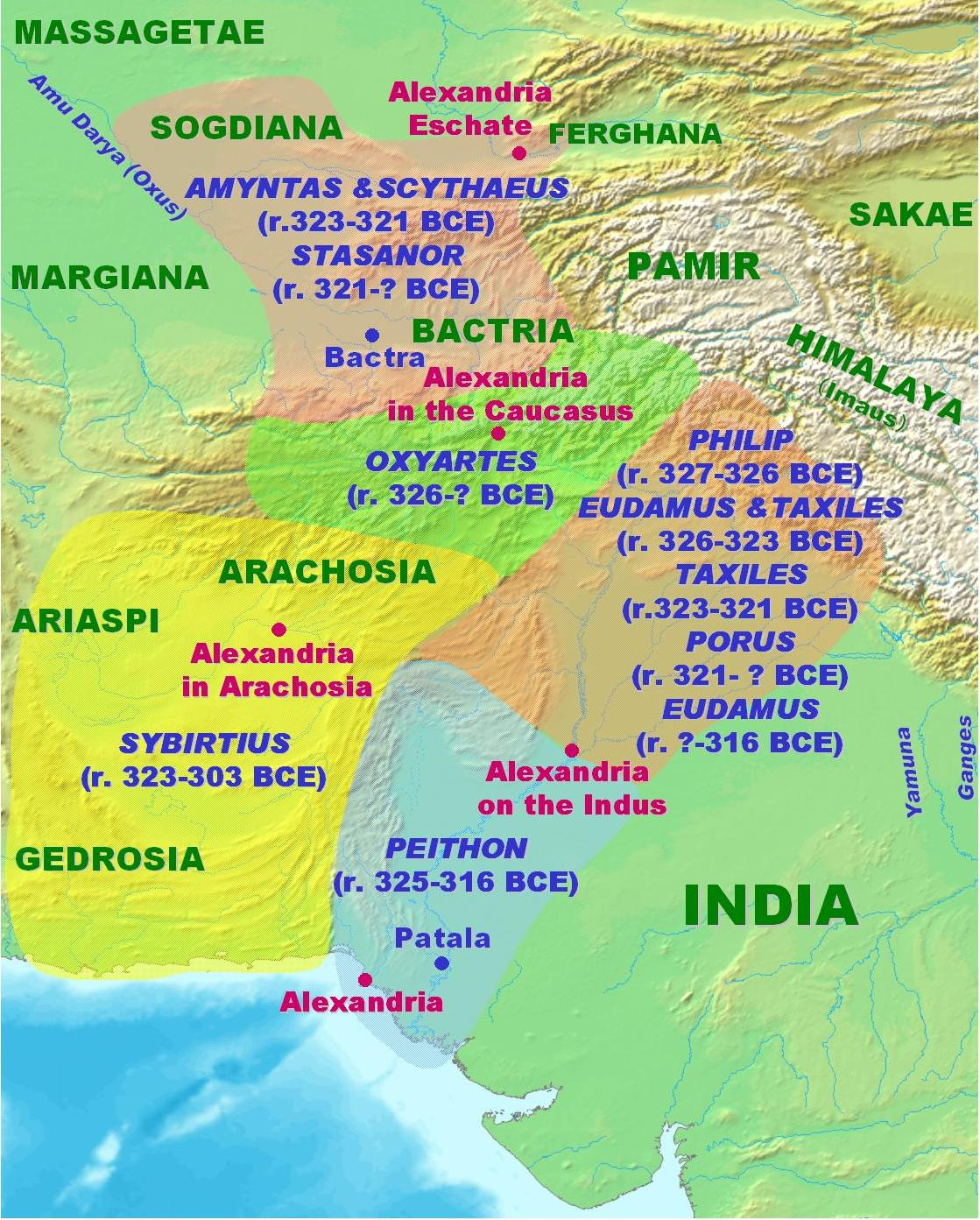
Les satrapies orientales après la mort d'Alexandre.

Alexandre confie le Pendjab à Eudamos, avec Taxilès à ses côtés, alors que Poros est tué par Eudamos entre 321 et 317 avant J.-C. Dans la basse vallée de l'Indus (région du Sind), Alexandre place Peithon comme satrape, poste qu'il occupe jusqu'en 316. Dans le contexte des guerres pour la succession d'Alexandre, Peithon a tenté en vain de constituer un empire oriental avant d'être évincé par Antigone le Borgne. Quant à Eudamos, il se rallie à Eumène de Cardia avant d'être éliminé par Antigone.
Alexandre meurt à Babylone le 11 juin 323. En 322, Chandragupta Maurya, roi de Magadha, fonde l'immense Empire maurya en Inde. Il prend aux Macédoniens leurs territoires indiens après la guerre contre Séleucos (305-303), avec lequel il finit par conclure un traité de paix. À partir de la fin du IIe siècle av. J.-C., une partie de ces territoires sont repris par les Gréco-Bactriens à la faveur de la dislocation de l'Empire maurya. Ces conquêtes amènent à la formation des royaumes indo-grecs qui perdurent jusqu'au début de notre ère, avant de disparaître au profit du royaume indo-parthe et de l'Empire kouchan.

### Sources antiques
- Arrien, Anabase [lire en ligne] ; Inde ;
- Diodore de Sicile, Bibliothèque historique [détail des éditions] [lire en ligne], XVII ;
- Justin, Abrégé des Histoires philippiques de Trogue Pompée [détail des éditions] [lire en ligne] ;
- Quinte-Curce, L'Histoire d'Alexandre le Grand [lire en ligne] ;
- Plutarque, Vies parallèles [détail des éditions] [lire en ligne], Alexandre ;
- Strabon, Géographie [détail des éditions] [lire en ligne].